# Liste der Kulturdenkmale in Hergisdorf
In der Liste der Kulturdenkmale in Hergisdorf sind alle  Kulturdenkmale der Gemeinde Hergisdorf und ihrer Ortsteile aufgelistet. Grundlage ist das Denkmalverzeichnis des Landes Sachsen-Anhalt, das auf Basis des Denkmalschutzgesetzes des Landes Sachsen-Anhalt vom 21. Oktober 1991 durch das Landesamt für Denkmalpflege und Archäologie Sachsen-Anhalt erstellt und seither laufend ergänzt wurde (Stand: 25. Februar 2015).

## Kulturdenkmale nach Ortsteilen

### Hergisdorf
| Lage                                                            | Bezeichnung    | Beschreibung                               | Erfassungs- nummer | Ausweisungsart | Bild           |
| --------------------------------------------------------------- | -------------- | ------------------------------------------ | ------------------ | -------------- | -------------- |
| Hermann-Günther-Straße 33 nahe der evangelischen Kirche (Karte) | Kirche         | Katholische Sankt-Liborius-Kirche von 1905 | 094 65547          | Baudenkmal     | Weitere Bilder |
| Lindenplatz auf einer Anhöhe im Nordosten des Dorfes (Karte)    | Kirche         | Sankt Ägidius                              | 094 08180          | Baudenkmal     | Weitere Bilder |
| Thomas-Müntzer-Straße Ecke Neumarkt (Karte)                     | Kriegerdenkmal |                                            | 094 65546          | Baudenkmal     | BW             |
| Thomas-Müntzer-Straße 130 von Straßen umgebenes Areal (Karte)   | Gutshof        | Freigut, Unterer Hof                       | 094 65543          | Baudenkmal     | BW             |
| Thomas-Müntzer-Straße 141 innerhalb einer Häuserzeile (Karte)   | Wohnhaus       |                                            | 094 65545          | Baudenkmal     | Wohnhaus       |
| Thomas-Müntzer-Straße 147 (Karte)                               | Villa          | Villa Oberhof                              | 094 65544          | Baudenkmal     | Villa          |

### Kreisfeld
| Lage                                                                               | Bezeichnung      | Beschreibung                            | Erfassungs- nummer | Ausweisungsart | Bild           |
| ---------------------------------------------------------------------------------- | ---------------- | --------------------------------------- | ------------------ | -------------- | -------------- |
| Halde 2: Flur 8, Flurstück 171/7; Halde 3: Flur 9, Flurstück 81/1 (Karte)          | Haldenlandschaft | Halden Martins-Schächte 1-3             | 107 40029          | Baudenkmal     | BW             |
| Kreisfeld                                                                          | Haldenlandschaft | Lichtlochhaldenzug Froschmühlen-Stollen | 107 40065          | Baudenkmal     |                |
| im Ort sowie nördlich und südlich des Ortes                                        | Haldenlandschaft | Lichtlochhaldenzug Schlüssel-Stollen    | 107 40082          | Baudenkmal     |                |
| Blankenheimer Straße (Karte)                                                       | Wegweiser        |                                         | 107 40131          | Kleindenkmal   | BW             |
| Borngasse 4 Ecke Schulstraße, neben Borngasse 4, zu Nr. 4 gehörig (?) (Karte)      | Portal           |                                         | 094 65550          | Baudenkmal     | BW             |
| Eislebener Straße 2 Straßenkreuzung (Karte)                                        | Gasthof          |                                         | 094 65554          | Baudenkmal     | BW             |
| Kirchplatz (Karte)                                                                 | Kirche           | Sankt Wigbert                           | 094 08207          | Baudenkmal     | Weitere Bilder |
| Kirchplatz auf dem Platz vor der Kirche (Karte)                                    | Kriegerdenkmal   |                                         | 094 65549          | Baudenkmal     | BW             |
| Thomas-Müntzer-Straße 40 an Straßeneinmündung mit platzartiger Erweiterung (Karte) | Postamt          |                                         | 094 65551          | Baudenkmal     | BW             |
| Thomas-Müntzer-Straße 41 (Karte)                                                   | Gutshof          |                                         | 094 65553          | Baudenkmal     | BW             |
| Thomas-Müntzer-Straße 44 (Karte)                                                   | Wohnhaus         |                                         | 094 65552          | Baudenkmal     | BW             |
| Thomas-Müntzer-Straße 65 (Karte)                                                   | Gasthof          |                                         | 094 65541          | Baudenkmal     | BW             |

### Helbra; Hergisdorf
| Lage                                          | Bezeichnung      | Beschreibung         | Erfassungs- nummer | Ausweisungsart | Bild |
| --------------------------------------------- | ---------------- | -------------------- | ------------------ | -------------- | ---- |
| östlich der Straße von Hergisdorf nach Helbra | Haldenlandschaft | Halde Sander-Schacht | 107 40085          | Baudenkmal     |      |

## Ehemalige Kulturdenkmale nach Ortsteilen

### Hergisdorf
| Lage                                                                | Bezeichnung      | Beschreibung                    | Erfassungs- nummer | Ausweisungsart | Bild |
| ------------------------------------------------------------------- | ---------------- | ------------------------------- | ------------------ | -------------- | ---- |
| östlich der Straße Wimmelburg - Helbra angrenzend an Katharinenholz | Haldenlandschaft |                                 | 107 40083          | Baudenkmal     |      |
| Bahnhofstraße Ecke Bahnhofstraße                                    | Bergbauanlage    | O-Schacht oder Veltheim-Schacht | 107 40113          | Baudenkmal     |      |

## Legende
In den Spalten befinden sich folgende Informationen:
- Lage: Nennt den Straßennamen und wenn vorhanden die Hausnummer des Kulturdenkmals. Die Grundsortierung der Liste erfolgt nach dieser Adresse. Der Link „Karte“ führt zu verschiedenen Kartendarstellungen und nennt die geographischen Koordinaten.
Link zu einem Kartenansichtstool, um Koordinaten zu setzen. In der Kartenansicht sind Baudenkmale ohne Koordinaten mit einem roten bzw. orangen Marker dargestellt und können in der Karte gesetzt werden. Baudenkmale ohne Bild sind mit einem blauen bzw. roten Marker gekennzeichnet, Baudenkmale mit Bild mit einem grünen bzw. orangen Marker.
- Offizielle Bezeichnung: Nennt den Namen, die Bezeichnung oder zumindest die Art des Kulturdenkmals und verlinkt, soweit vorhanden, auf den Artikel zum Objekt.
- Beschreibung: Nennt bauliche und geschichtliche Einzelheiten des Kulturdenkmals, vorzugsweise die Denkmaleigenschaften.
- Erfassungsnummer: Für jedes Kulturdenkmal wird in Sachsen-Anhalt eine 20stellige Erfassungsnummer vergeben. Die letzten zwölf Ziffern werden für die Untergliederung nach Teilobjekten genutzt und werden nur angegeben, soweit vergeben. In dieser Spalte kann sich folgendes Icon  befinden, dies führt zu Angaben zu diesem Baudenkmal bei Wikidata.
- Ausweisungsart: Die Einordnung des Denkmales nach § 2 Abs. 2 DenkmSchG LSA
- Bild: Ein Bild des Denkmales, und gegebenenfalls einen Link zu weiteren Fotos des Kulturdenkmals im Medienarchiv Wikimedia Commons. Wenn man auf das Kamerasymbol klickt, können Fotos zu Kulturdenkmalen aus dieser Liste hochgeladen werden: